# Shadow Man (Computerspiel)
Shadow Man ist ein Computerspiel von Acclaim Entertainment aus dem Jahr 1999, welches für das Nintendo 64, die Sony PlayStation, Segas Dreamcast und Windows veröffentlicht wurde. Es basiert auf der gleichnamigen Comicvorlage der Acclaim Comics von Garth Ennis und Ashley Woods. 2002 erschien eine Fortsetzung mit dem Titel Shadow Man: 2econd Coming.

## Handlung
Die Voodoo-Priesterin Nettie sucht Mike LeRoi alias Shadow Man im „Wild at Heart“ auf, um ihm mitzuteilen, dass er wieder einmal die Welt retten muss. Sie beauftragt ihn mit einer besonders schwierigen Aufgabe. Die Welt der Lebenden ist in Gefahr und Shadow Man muss einmal mehr in das „Reich der Toten“ vordringen, um fünf Killer und deren Anführer Legion aufzuhalten, die im „Reich der Toten“ eine riesige Kathedrale (das „Asyl“, welches dem Turm zu Babel nachempfunden ist, der auf einem Gemälde von Pieter Bruegel dem Älteren zu sehen ist) für Ihresgleichen errichtet haben, um das „Reich der Toten“ zu beherrschen und die Welt der Lebenden in Chaos und Tod zu stürzen. Shadow Man muss, um diese Aufgabe bewältigen zu können „Dunkle Seelen“ sammeln, um tiefer in das „Reich der Toten“ vordringen zu können. Um zu den „Fünf“ zu gelangen, muss er von der „Kathedrale des Schmerzes“ aus durch sogenannte „Seelentore“ („Shisma-Tore“) gehen und einen nach dem anderen vernichten. Doch dies gestaltet sich schwieriger als gedacht, denn die „Fünf“ sind gegen die Waffen eines Lebenden immun, denn nach wie vor kann Shadow Man nur als Mike ins Reich der Lebenden zurückkehren. Deswegen muss er das aus drei Teilen bestehende „L’Eclipser“ im „Reich der Toten“ suchen, damit Nettie es zusammensetzen und so die Welt in Dunkelheit hüllen kann, damit Mike auch im Reich der Lebenden zu Shadow Man werden und so die „Fünf“ und Legion besiegen kann.

## Charaktere

### Hauptpersonen
- Michael LeRoi/Shadow Man: Held des Spiels; ein 32-jähriger Taxifahrer, der bei einer Schießerei seine Mutter, seinen Vater und seinen Bruder Luke verlor. Durch einen Voodoozauber hat er jedoch mit schweren Verletzungen überlebt und war damit an einen Voodoo-Priester (Bogor) gebunden, der den Fluch über Mike brachte und zu seinem Killer machte. Nettie brach jedoch den Fluch, pflanzte Mike eine „Schattenmaske“ ein und herrschte nun selbst über Mike, der durch Netties Maske zum Shadow Man wurde, einen Krieger, der zwischen den Welten der Lebenden und der Toten wandern kann.

- Nettie: Eine alte Voodoo-Priesterin, welche die Schattenmaske erschuf und sie Mike einpflanzte, um ihn damit kontrollieren zu können. Sie benutzt Shadow Man, um zwischen den Welten zu wandern, weil sie trotz ihrer Macht nicht in der Lage ist, ins „Reich der Toten“ vorzudringen. Des Weiteren ist sie eigentlich mehrere hundert Jahre alt und ihre Seele benutzt nur den Körper einer jungen Frau, den sie mit den Schattenkräften des Shadow Man durch regelmäßige Liebesbeziehungen jung erhält.

- Luke: Mikes kleiner Bruder, der durch einen Anschlag auf Mike ums Leben gekommen ist. Mike erhält von Nettie Lukes Teddybär, mit welchem er nun zwischen den Welten hin und her reisen kann und so immer wieder ins „Reich der Toten“ gelangt. Luke wird als einziger wunder Punkt des Shadow Man dargestellt.

- Jaunty: Er ist das Opfer eines Ritualmordes und ebenfalls Wanderer zwischen den Welten. Nettie überredete ihn, mit ihr zusammenzuarbeiten, und gab ihm dafür sein Leben zurück. Im „Reich der Toten“ ist er nun eine Schlange mit einem Totenkopf. Nettie scheint Jaunty bei den Vereinbarungen ihrer Zusammenarbeit ein wenig hintergangen zu haben, denn im „Reich der Lebenden“ hat er nicht seinen ursprünglichen Körper zurückbekommen, sondern ist nun ein dicker, missgebildeter Zwerg.

### Gegner
- Legion: Ist das ultimative Böse, der die „Fünf“ zu sich rief, weil jeder von ihnen eine „Dunkle Seele“ in sich trägt. Er erschafft im Asyl schreckliche Kreaturen, die ins „Reich der Toten“ vordringen sollen. Des Weiteren bereitet er vom „Reich der Toten“ aus mit seinen fünf Helfern die Apokalypse im „Reich der Lebenden“ vor, um das Ende allen Lebens auf der Erde heraufzubeschwören. Legion benutzt Shadow Man ohne dessen Wissen, die „Dunklen Seelen“ zu sammeln und lockt ihn in Gestalt seines Bruders Luke tiefer ins Asyl hinein, um ihm die Seelen schließlich zu entreißen und dessen Macht zu nutzen, um mächtige Kreaturen zu erschaffen, die dann auf der Erde Chaos, Verwüstung und schließlich die Apokalypse herbeiführen sollen. Als Markenzeichen dient eine Bibelpassage (Markus 5,9), die immer wieder variiert wird: „Legion ist mein Name, denn unser sind viele.“ (Siehe dazu auch Legion.)

- Jack: Er ist die Reinkarnation von Jack the Ripper und lebt im London Underground, den U-Bahn-Schächten Londons. Jack half Legion, das Asyl zu erbauen und ist der Größenwahn in Person. Er lauert in dunklen Gängen und greift gern aus unüberschaubaren Passagen der Kanalisation mit einem langen Messer an.

- Dr. Victor Batrachian: Ein wahnsinniger Irrer im wahrsten Sinne des Wortes, der im Gefängnis auf Mike wartet, um ihn wieder ins Jenseits zu schicken. Mit seinem Schlagstock greift er gern von hinten an und ist äußerst präzise und schnell in seinen Angriffen.

- Milton Pike: Ein Ex-Green-Beret-Soldat, der ebenfalls im Gefängnis wohnt und mit Machete, M16 und einer beachtlichen Menge an Handgranaten auf Mike wartet, um seinen Hang für militärische Kriegsspiele zu befriedigen. Im Gegensatz zu seinen Kellerfreunden, die mit allerlei Tricks Shadow Man zu Leibe rücken, stellt er sich mit herkömmlichen Mitteln dem Kampf.

- Avery Marx: Lebt in einem alten, heruntergekommen und scheinbar leerstehenden Mietshaus. Er ist ein wirklich wahnsinniger Schlächter, dem jedes noch so miese Mittel recht ist, um seine kranken Gewohnheiten zu befriedigen. Er ist ein grausamer Serienvergewaltiger und Massenmörder, der Mike aus dem Hinterhalt mit seinen Druckluftnaglern angreift.

- Marco Cruz: Dieser geisteskranke Massenmörder lebt im Gefängnishof und wartet darauf, Mike in seine Schranken zu weisen und zu verspotten, um ihn dann aus dem Hinterhalt zu erledigen.

## Spielprinzip
Die Aufgaben im Spiel bestehen im Wesentlichen darin, Gegenstände und Waffen zu finden, Tempel und Höhlen zu besuchen, um die Handlung voranzutreiben. Dabei ist die wichtigste Aufgabe das Aufspüren und Zerstören der „Govi“, in denen sich die „Dunklen Seelen“ befinden, die Shadow Man seine übermächtigen Schattenkräfte verleihen und ihm die Möglichkeit geben, sogenannte „Sargtore“ zu öffnen, um weiter ins „Reich der Toten“ vordringen zu können. Eine weitere Aufgabe besteht darin, die drei riesigen Tempel im „Reich der Toten“ zu besuchen und sich Tätowierungen abzuholen, die Shadow Man weitere Kräfte verleihen, um noch tiefer ins „Reich der Toten“ vorzudringen und Orte zu besuchen, die ihm ohne diese Voodoo-Brandzeichen verwehrt geblieben sind.
Ein Markenzeichen des Spiels ist die Schattenwaffe, die Mike von Nettie am Anfang des Spiels erhält, um die „Govi“ im „Reich der Toten“ überhaupt zerstören zu können. Durch Einsammeln der „Dunklen Seelen“ wird die Kraft, die von dieser Waffe ausgeht, erhöht. Nur als Shadow Man kann Mike diese Waffe so einsetzen, dass die Schattenmaske ihre Kraft auf die Schattenwaffe überträgt. Diese Waffe ist ebenfalls nötig, um Gegner auszuschalten, die „Dunkle Seelen“ in sich tragen und zerstört werden müssen.

## Entwicklung
Die Originalfassung war in Deutschland wegen zu drastischer Blutdarstellung nicht erhältlich. Um einer Indizierung durch die BPjM aus dem Weg zu gehen, wurde in der deutschen Fassung die Farbe von Rot in Grün abgeändert. In der deutschen Synchronfassung sind mehrere namhafte Sprecher, unter anderem Helmut Krauss (Michael LeRoi/Shadowman), Tommi Piper (Jaunty), Regina Lemnitz (Mama Nettie), Joachim Kerzel (Legion), Martin Keßler (Avery Marx) und Till Hagen (Jack the Ripper) zu hören.
Die Intro-Sequenz wird von Beethovens Mondscheinsonate untermalt. Im Level "Die Spielzimmer" ist der As-Dur-Walzer von Johannes Brahms zu hören.
Das Spiel wurde am 17. September 2013 in einer Downloadversion für Windows neu veröffentlicht.

## Rezeption
„Und so gehört das intensive Spielerlebnis auch in diesem Punkt zweifellos zu den eindrucksvollsten und bemerkenswertesten Titeln, die dieses Jahr die Festplatten der PC-Zocker frequentieren werden. Bye, bye Lara!“